# Erimo
Erimo (えりも町 Erimo-chō?) es un pueblo ubicado en el Distrito de Horoizumi, Hidaka, Hokkaidō, Japón.
Erimo es famoso por sus fuertes vientos, el kelp (konbu), y su pintoresco cabo, el cabo Erimo (Erimo-misaki). Éste se hizo famoso gracias a una canción enka de Shinichi Mori. Se piensa que es un lugar romántico. El cabo cuenta con una población de foca moteada, así como un museo dedicado al viento (kaze-no-yakata). Los vientos en Erimo son lo suficientemente fuertes para que, con dos molinos de viento en el cabo, la Escuela Elemental de Erimo (construida en 2000) es completamente abastecida de electricidad. Este es un lugar popular en Hokkaido para ver el primer amanecer del año, y cientos de personas de todo Japón desafían al viento frío para verlo.
Mientras que la industria principal es la pesca (salmón y calamar, en particular) el cultivo más famoso de Erimo es el kelp que cultivan la mayoría de los nativos residentes durante los meses de verano. El kelp se vende en Japón como Hidaka konbu, y Erimo tiene un museo en la parte principal del pueblo dedicado al kelp y a la pesca.
Los Montes Hidaka llegan hasta el océano en Erimo. Por esa razón la carretera del norte a Hiroo tuvo que ser excavada en la roca. La carretera es conocida como la Carretera Dorada (黄金道路 Ōgon-dōro?), debido al alto coste de su construcción. En marzo del 2006, debido a la disminución constante de la población, la escuela y el instituto que se encontraban a lo largo de esta carretera fueron cerrados, y los estudiantes comenzaron a ir en transporte escolar a la escuela e instituto en el centro del pueblo.

## Clima
| Parámetros climáticos promedio de Cabo Erimo, Japón | Parámetros climáticos promedio de Cabo Erimo, Japón | Parámetros climáticos promedio de Cabo Erimo, Japón | Parámetros climáticos promedio de Cabo Erimo, Japón | Parámetros climáticos promedio de Cabo Erimo, Japón | Parámetros climáticos promedio de Cabo Erimo, Japón | Parámetros climáticos promedio de Cabo Erimo, Japón | Parámetros climáticos promedio de Cabo Erimo, Japón | Parámetros climáticos promedio de Cabo Erimo, Japón | Parámetros climáticos promedio de Cabo Erimo, Japón | Parámetros climáticos promedio de Cabo Erimo, Japón | Parámetros climáticos promedio de Cabo Erimo, Japón | Parámetros climáticos promedio de Cabo Erimo, Japón | Parámetros climáticos promedio de Cabo Erimo, Japón |
| Mes                                                 | Ene.                                                | Feb.                                                | Mar.                                                | Abr.                                                | May.                                                | Jun.                                                | Jul.                                                | Ago.                                                | Sep.                                                | Oct.                                                | Nov.                                                | Dic.                                                | Anual                                               |
| --------------------------------------------------- | --------------------------------------------------- | --------------------------------------------------- | --------------------------------------------------- | --------------------------------------------------- | --------------------------------------------------- | --------------------------------------------------- | --------------------------------------------------- | --------------------------------------------------- | --------------------------------------------------- | --------------------------------------------------- | --------------------------------------------------- | --------------------------------------------------- | --------------------------------------------------- |
| Temp. máx. abs. (°C)                                | 10.1                                                | 7.0                                                 | 11.8                                                | 14.4                                                | 19.3                                                | 22.3                                                | 25.9                                                | 26.7                                                | 26.2                                                | 23.3                                                | 18.2                                                | 13.6                                                | 26.7                                                |
| Temp. máx. media (°C)                               | 0.2                                                 | -0.2                                                | 2.2                                                 | 6.1                                                 | 10.1                                                | 13.6                                                | 17.5                                                | 19.9                                                | 19.0                                                | 14.7                                                | 9.3                                                 | 3.3                                                 | 9.7                                                 |
| Temp. media (°C)                                    | -1.8                                                | −2.2                                                | 0.1                                                 | 3.4                                                 | 7.2                                                 | 11.1                                                | 15.2                                                | 17.7                                                | 16.9                                                | 12.5                                                | 6.8                                                 | 1.0                                                 | 7.4                                                 |
| Temp. mín. media (°C)                               | −4.0                                                | −4.3                                                | −1.9                                                | 1.3                                                 | 5.0                                                 | 9.0                                                 | 13.4                                                | 15.8                                                | 14.9                                                | 10.2                                                | 4.2                                                 | −1.3                                                | 5.3                                                 |
| Temp. mín. abs. (°C)                                | -11.5                                               | -12.1                                               | -10.2                                               | -4.8                                                | -0.5                                                | 3.4                                                 | 6.0                                                 | 10.5                                                | 7.6                                                 | 2.3                                                 | -5.1                                                | -11.0                                               | -12.1                                               |
| Precipitación total (mm)                            | 24.3                                                | 16.6                                                | 35.9                                                | 67.8                                                | 99.5                                                | 85.9                                                | 128.8                                               | 129.2                                               | 137.8                                               | 117.0                                               | 85.6                                                | 48.7                                                | 987.1                                               |
| Días de lluvias (≥ 1 mm)                            | 5.8                                                 | 5.0                                                 | 6.7                                                 | 8.4                                                 | 10.0                                                | 8.3                                                 | 10.6                                                | 10.4                                                | 10.2                                                | 11.0                                                | 12.2                                                | 9.0                                                 | 107.6                                               |
| Horas de sol                                        | 159.5                                               | 175.9                                               | 208.1                                               | 196.9                                               | 183.6                                               | 139.3                                               | 123.0                                               | 127.8                                               | 161.4                                               | 179.6                                               | 135.2                                               | 135.1                                               | 1926.2                                              |
| Fuente:                                             |                                                     |                                                     |                                                     |                                                     |                                                     |                                                     |                                                     |                                                     |                                                     |                                                     |                                                     |                                                     |                                                     |